# A paradicsom foglyai
A paradicsom foglyai (eredeti cím: Trapped in Paradise)  1994-ben bemutatott, karácsonyi témájú, amerikai bűnügyi vígjáték. Írta és rendezte George Gallo. Főszerepben Nicolas Cage, Jon Lovitz és Dana Carvey.

## Cselekménye
|  | Alább a cselekmény részletei következnek! |

New York, karácsony.
Bill Firpo (Nicolas Cage) étteremtulajdonos kellemetlen hírről értesül: a börtönök zsúfoltsága miatt fél évvel hamarabb feltételesen szabadlábra helyezik két fivérét. Fivérei már a szabadulásuk utáni első alkalommal gondot okoznak neki, mivel Alvin (Dana Carvey) kleptomániás, és mindent összeszed, amihez hozzáfér. A rendőrök elől is menekülniük kell, amit Bill úgy old meg, hogy rendőr őrmesternek adja ki magát.
Fivérei a börtönben azt az információt hallották, hogy létezik Pennsylvania államban egy Paradise nevű hely, ahol a helyi bankot gyakorlatilag nem őrzik, csak be kell sétálni a pénzért.  Dave (Jon Lovitz) és Alvin éppen ezt akarják megcsinálni, ezért egy hamis levelet mutatnak az anyjuknak, amiben egyik fegyenctársuk arra kéri őket, hogy látogassák meg a lányát ebben a kisvárosban. Anyjuk, Edna (Florence Stanley) annyira meghatódik, hogy mindhármójukat oda küldi (bár Dave és Alvin nem hagyhatná el New York állam területét).
Amikor megérkeznek a kisvárosba, már Bill is azt mondja, hogy a bank kirablása könnyű lesz (a bankba a pénzszállítók néhány zsákban pénzt hoznak, a biztonsági kamera zsinórja ki van húzva, az őr pedig egy öregúr, aki egész idő alatt alszik), csak fegyver kellene hozzá. Szerencsére a két fivére által „kölcsönvett” kocsi csomagtartójában valóságos fegyverarzenált találnak.
Miután símaszkokat vesznek egy közeli boltban, és szereznek egy ócska kocsit, a három fivér közül kettő bemegy a bankba (Alvin a kocsiban várja őket). Kiderül, hogy a széfet csak a bankigazgató tudja kinyitni, aki éppen ebédel a szemközti étteremben. Amíg Bill Alvinnal átmegy az igazgatót előkeríteni, Dave a börtönben tanult jógalégzést gyakoroltatja az ügyfelekkel. Mivel az éttermi vendégeket sem lehet elengedni, ezért mindenkit átterelnek a bankba, ahol az igazgató kinyitja a széfet. Bill befelé menet észreveszi az infravörös sugarakat, amik riasztást adnának le, ezért gondosan átlépi őket, de a széfből kifelé jövet a pénzeszsák belelóg a sugár útjába, ezért megszólal a riasztó.
Alvin a bank előtt várakozva véletlenül beletapos a gázba, ezért a kocsi elszáguld, mielőtt Dave és Bill be tudnának szállni, de nemsokára ez sikerül. A zsákmány 275 000 dollár. Átszállnak a jobb autóba, de Alvin bénán vezet, ezért egy rendőrautó üldözni kezdi őket, a kocsijuk egy hídnál lecsúszik az útról, felfordul, és a befagyott folyó jegére esik. A rendőrautó továbbmegy a hídon. Egy másik autó megáll és a sofőr felajánlja, hogy beviszi őket a városba. Történetesen a bankigazgató házához megy, aki a nagybácsikája. Az igazgató és felesége nem ismerik fel bennük a támadókat, száraz ruhát adnak nekik és meghívják őket vacsorára.
Időközben a börtönben Vic Mazzucci megtudja, hogy az általa dédelgetett tervet valaki megvalósította, és kirabolták a szóban forgó bankot. Ezért nagyon dühös lesz és egyik társával, Caesarral együtt megszökik. Sejti, hogy az elkövetők a Firpo fivérek, ezért az anyjuk házához megy és túszul ejti. Amikor Dave hazatelefonál, Vic Mazzucci veszi fel a kagylót és a rablott pénzt követeli az anyjukért cserébe. Dave úgy tesz, mintha az anyjával beszélne és nem adja át Billnek a kagylót.
Bill az autóbusz-állomáson megveszi a jegyüket New Yorkba, de az időközben kiérkezett FBI minden utas csomagját kinyittatja. A vegyesbolt tulajdonosa, Ed Dawson (John Ashton) rájön, hogy a rablást csak a három idegen követhette el, ezért segítőjével, a kissé idióta Clovis Minorral (John Bergantine) megpróbálják megszerezni a táskát, de Bill Ed pisztolyával néhány lövést ad le, ezért az FBI Edet és társát tartóztatja le. Bill magával viszi a táskát. Mivel busszal nem tudtak elutazni, ezért egy evezős csónakkal próbálkoznak, de nem jutnak messzire, mert Alvin beleesik a vízbe, és elsodorja a vadul áramló folyó. Kissé lejjebb járókelők segítségével kihúzzák a vízből alélt állapotban, akik mesterséges légzést adnak neki.
Alvin magához tér, és nem sokkal később egy lovas szánt lop a rendőrfőnök kissé együgyű fiától, amin menekülni kezdenek, de ekkor már nem csak a helyi rendőrség autói, hanem az FBI is a nyomukban van. Kis szerencsével azonban lerázzák őket. Kiszállnak és ott akarják hagyni a szánt, hogy autóstoppal menjenek tovább, de Alvin sajnálja a lovat, ami valószínűleg megfagyna a hidegben. A szán alatt kissé fellazul a jég, ezért gyorsan kihúzzák. Egy út menti kávézóba mennek be. Itt Bill arra az elhatározásra jut, hogy visszaviszi a pénzt a bank széfjébe. Két fivére tiltakozik. Bill elhatározásába belejátszik, hogy a bankigazgató szerint az eset után a bank csődbe megy és az emberek pénze elvész. Bill lestoppol egy autót a benzinkútnál, akik Paradise felé tartanak (történetesen Vic Mazzucci és Caesar, akik a fivérek anyját a csomagtartóba zárták). Amikor megmutatja nekik anyja fényképét, felismerik a túszukat, rájönnek, hogy Billnél van a pénz, és el akarják venni tőle, de Bill kiugrik a kocsiból. Vic le akarja lőni, de nem találja el. Bill ismét beül a szánba, amit Dave és Alvin irányít.
Mivel Billnél maradtak a bank kulcsai, látszólag könnyű dolguk van, de Dave figyelmezteti, hogy ha nem jó kulccsal próbálkozik, akkor a riasztó megszólalhat, és ez be is következik. Ennek ellenére kinyitják a széfet, de nem tudják betenni a pénzt, mert vasrácsok zárják el az utat (amik a rabláskor még nem voltak ott). Ekkor úgy döntenek (immár közösen), hogy a lelkész házához viszik a pénzt egy levél kíséretében, amiben arra kérik, adja vissza az embereknek a pénzt.
Ed Dawson azt hiszi, hogy még náluk van a pénz, illetve, hogy összejátszottak a bankigazgatóval, ezért egy puskát szegezve rájuk beviszi őket az igazgató házába. Ott azonban Caesar leüti, amint belép az ajtón. A szobában az igazgató rokonain kívül ott van Vic és a fivérek anyja is (valamennyien túszok). Vic a pénzt követeli. Bill elmondja neki, hogy valóban ők rabolták ki a bankot, de megszerették ezeket az embereket, akiktől annyi jóságot kaptak, ezért visszavitték a pénzt. Kiderül az is, hogy a bank egyik dolgozója, Sarah valójában Vic lánya, de Vic nem írt neki levelet (ahogy Dave állította).
Az FBI felfigyel a New York-i rendszámú lopott autóra, amin a bűnözők idáig utaztak, és tudják azt is, hogy aznap két rab megszökött a börtönből. Ezért a vezető FBI-ügynök erősítést kér, és körbeveszik fegyveresekkel a házat. Felszólítják a bent lévő bűnözőket, hogy dobják el fegyvereiket és jöjjenek ki. Mialatt a bűnözők tanakodnak, hogy mit tegyenek, a rendőrfőnök fia kikapja Caesar kezéből a pisztolyt, leüti vele, majd lelövi Vicet, aki kirepül az ablakon, ahol elfogja az FBI. A rendőrség megrohamozza a házat és mindenkit beterelnek egy szobába, ahol kihallgatják őket.
Itt a vezető FBI-ügynök, Peyser (Richard Jenkins) megpróbálja kideríteni, hogy mi történt, de a történtek után mindenki elhallgatja, hogy Bill, Alvin és Dave rabolta ki a bankot. Kihallgatás közben megérkezik a lelkipásztor egy nagy papírdobozzal, amiben a neki átadott pénz van. Ekkor az FBI-főnök mindenkit elenged.
Dave és Alvin az anyjukkal felszállnak egy buszra, ami New Yorkba viszi őket, Bill azonban csókolózik Sarah Collins-szal és mellette akar maradni, és azon töri a fejét, hogy éttermet fog nyitni a kisvárosban.
|  | Itt a vége a cselekmény részletezésének! |

## Szereposztás
| Karakter                   | Színész          | Magyar hang      |
| -------------------------- | ---------------- | ---------------- |
| Bill Firpo                 | Nicolas Cage     | Gergely Róbert   |
| Dave Firpo                 | Jon Lovitz       | Kerekes József   |
| Alvin Firpo                | Dana Carvey      | Selmeczi Roland  |
| Sarah Collins              | Mädchen Amick    | Györgyi Anna     |
| Edna "Ma" Firpo            | Florence Stanley | Tanai Bella      |
| Clifford Anderson          | Donald Moffat    | Pusztai Péter    |
| Hattie Anderson            | Angela Paton     | Czigány Judit    |
| Vic Mazzucci               | Vic Manni        | Áron László      |
| Caesar Spinoza             | Frank Pesce      | Melis Gábor      |
| Ed Dawson                  | John Ashton      | Csuja Imre       |
| Clovis Minor               | John Bergantine  |                  |
| Bernie Burnell rendőrfőnök | Sean McCann      |                  |
| Shaddus Peyser ügynök      | Richard Jenkins  | Cs. Németh Lajos |
| Timmy Burnell járőr        | Paul Lazar       | Gáspár András    |
| Dick Anderson              | Sean O'Bryan     |                  |
| Gorenzel atya              | Gerard Parkes    |                  |
| Ritter atya                | Richard B. Shull |                  |

## Megjelenése
A film DVD-n 2004. június 1-jén jelent meg.

## Fogadtatás
A filmkritikusok véleményét összegző Rotten Tomatoes 10%-ra értékelte 20 vélemény alapján.

## Forgatási helyszínek
- Toronto, Kanada

## Fordítás
Ez a szócikk részben vagy egészben  a   Trapped in Paradise című angol Wikipédia-szócikk fordításán alapul.  Az eredeti cikk szerkesztőit annak laptörténete sorolja fel. Ez a jelzés csupán a megfogalmazás eredetét és a szerzői jogokat jelzi, nem szolgál a cikkben szereplő információk forrásmegjelöléseként.